# Alloeocarpa bridgesi
Alloeocarpa bridgesi is een zakpijpensoort uit de familie van de Styelidae. De wetenschappelijke naam van de soort is voor het eerst geldig gepubliceerd in 1900 door Michaelsen.